# Пираты Зелёного острова
«Пираты Зелёного острова» (исп. Los corsarios; итал. I pirati dell'isola verde) — испано-итальянский приключенческий фильм 1971 года, снятый режиссёром Фердинандо Бальди.

## Сюжет
Выжившие после кораблекрушения пираты вместе со своим капитаном, бесстрашным Аланом Дрейком, оказываются на небольшом острове, расположенном в Карибском море. На острове бушевали политические интриги. Законной владелице острова — принцессе Изабелле угрожала опасность, исходящая от её кузена — герцога Барта, мечтавшего стать вице-королём Карибских островов. Герцог Барт договаривается с шайкой пиратов, которые грабят корабль с находящимися на нём документами, подтверждающими законность правления принцессы Изабеллы. Следом герцог подкупает гарнизонных офицеров на острове и готовится к устранению законной правительницы. Принцесса Изабелла нанимает Алана Дрейка и его пиратов для того, чтобы вернуть украшения и золото с разграбленного корабля, а также документы, подтверждающие титул правительницы Карибов. Изабелла узнаёт о том, что её жизни угрожает смертельная опасность. Она покидает свой замок и присоединяется к Алану Дрейку и его пиратам…

## В ролях
| Актёр                | Роль               |
| -------------------- | ------------------ |
| Дин Рид              | капитан Алан Дрейк |
| Аннабелла Инконтрера | принцесса Изабелла |
| Альберто де Мендоса  | герцог Дюк де Барт |
| Пака Габальдон       | пират Маргарита    |
| Саль Борджезе        | пират Аранья       |
| Паоло Гозлино        | пират Греко        |
| Томас Бланко         | сэр Эшли           |
| Флоринда Чико        | Алисия             |
| Тито Гарсия          | пират Дуби         |

## Съёмочная группа
- Режиссёр: Фердинандо Бальди (в титрах — Тед Каплан)
- Продюсер: Хулиан Эстебан
- Сценаристы: Федерико Де Уррутиа, Марио Ди Нардо
- Оператор: Рафаэль Пачеко[нем.]
- Композитор: Нико Фиденко